# 광주 동구의회
광주 동구의회는 광주광역시 동구 지역을 관할하는 기초의회이다.